# Frank Hampel

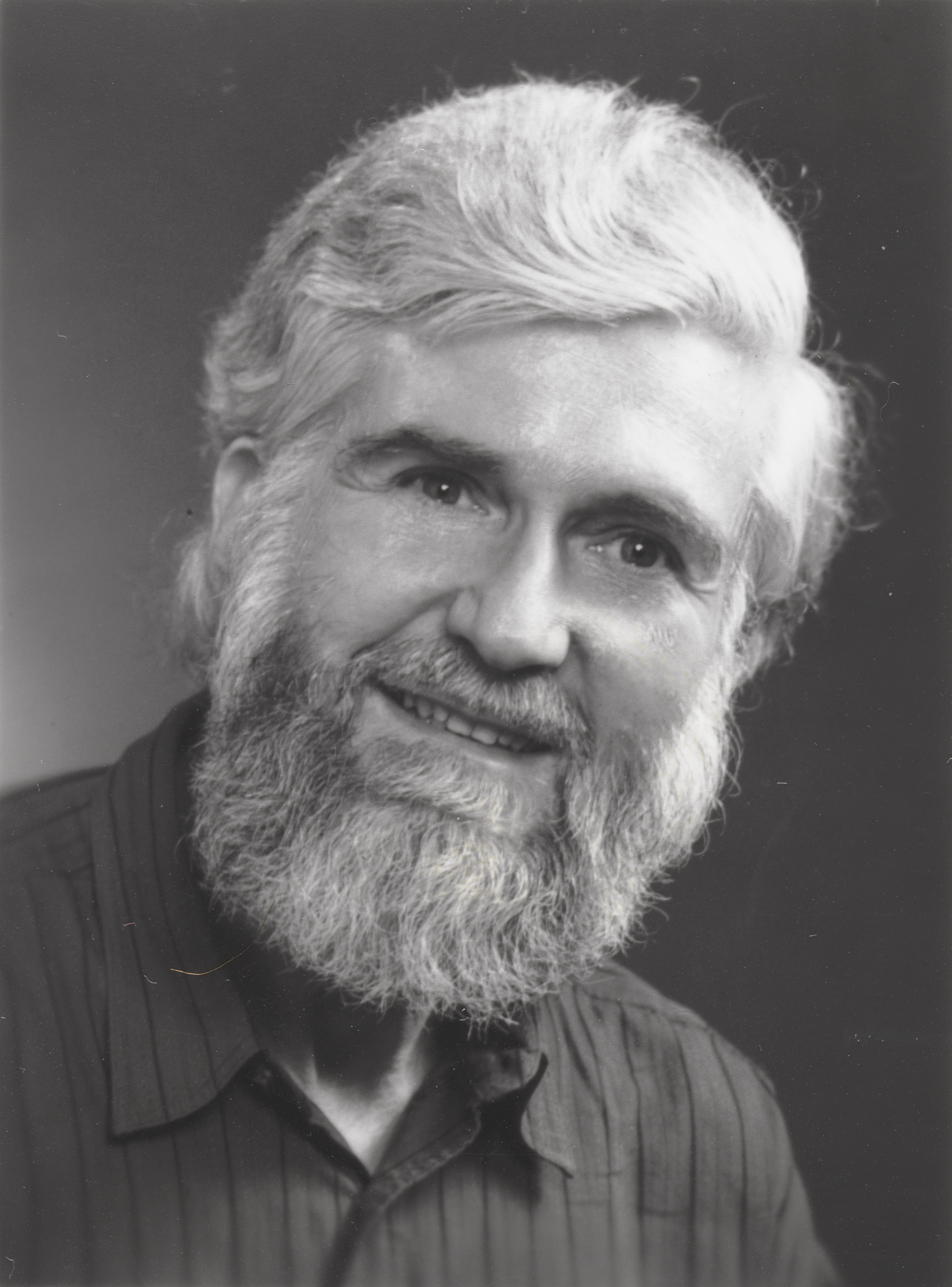
Frank Hampel

Frank Hampel (1941–2018) – niemiecki statystyk, profesor Politechniki Federalnej w Zurychu. Wniósł istotny wkład w rozwój statystyki odpornościowej. Obok szwajcarskiego statystyka Petera J. Hubera jest uznawany za jednego z głównych twórców teorii odpornego wnioskowania statystycznego. Wprowadził pojęcia funkcji wpływu (ang. influence function) oraz punktu załamania (ang. breakdown point) Stworzył test Hampela, procedurę statystyczną służącą do wykrywania obserwacji odstających.

## Wybrane prace naukowe
- Robust Statistics: The Approach Based on Influence Functions (1986; współautorzy: Elvezio M. Ronchetti, Peter J. Rousseeuw, Werner A. Stahel)